# Ostrockmuseum Kröpelin
Das Ostrockmuseum Kröpelin wurde am 3. Juli 2015 eröffnet. Es ist das erste und bislang (Stand 2015) einzige Museum in Deutschland, das sich ausschließlich mit der Geschichte des Ostrock als Teil der Unterhaltungsmusik der DDR und der ehemaligen Bruderländer in Osteuropa auseinandersetzt.

## Geschichte
Eine Grundlage für das Museum ist der Fundus des Berliner Vereins „Sechzig-Vierzig“, der seit Jahren versuchte, seine Sammlung an einem festen Ort zu präsentieren. Nach mehrjährigen Bemühungen wurde am 26. April 2013 die Sammlung des Vereins an das Ostrockmuseum übergeben.
Die Eröffnung fand anlässlich des 20. Dorfrock am 3. Juli 2015 statt. Das Ausstellungskonzept entstand unter Beteiligung der Studiengänge Innenarchitektur sowie Kommunikationsdesign und Medien der Hochschule Wismar.

## Organisation
Gemeinsam mit Stadtbibliothek und Stadtmuseum wird das Ostrockmuseum durch die Stadt Kröpelin verwaltet. Die Gestaltung und Betreuung der Sammlung obliegt einem dreiköpfigen Kuratorium, bestehend aus Reinhard Dankert, Rüdiger Kropp und Thomas Lehner.
Der Eintritt in das Ostrockmuseum berechtigt gleichzeitig zum Besuch des im gleichen Haus befindlichen Stadtmuseums.

## Konzeption
Das Ostrockmuseum ist ein interaktives Erlebnismuseum und ermöglicht dem Besucher einen Einblick in Geschichte und Hintergründe des Ostrock. So erschließt sich die Geschichte des Ostrock bei einem Rundgang durch das Museum als Mischung aus Information, Medien und Erlebnis. Dazu gehören auch Veranstaltungen und Sendungen wie etwa Franks Beatkiste am 25. Oktober 2015, die in Zusammenarbeit mit dem Ostrockmuseum durchgeführt werden.
Wegen der Vielzahl vorhandener Objekte sowie der räumlichen Begrenzung auf eine Etage entschied man sich gegen eine chronologische Darstellung der Geschichte des Ostrocks. Stattdessen wird in jedem Raum ein thematischer Bereich dargestellt, in den dazu vorhandene Objekte und Informationen integriert werden.

### Thematische Bereiche
Thematische Bereiche des Museums sind:
Plattenladen

Mobiliar und Angebot eines typischen Plattenladens in der DDR werden gezeigt. Neben multimedialer Information gibt es die Möglichkeit, Langspielplatten aufzulegen und zu hören. Diverse Geräte für das Abspielen von Tonbändern und Langspielplatten werden ausgestellt. Das Wandbild zeigt eine typische Szene aus dem Alltag der DDR. Wenn begehrte Langspielplatten im Verkauf waren, bildeten sich vor den Geschäften lange Schlangen. Das Bild zeigt eine solche vor dem Laden in der Kröpeliner Straße 13 in Rostock Mitte der 1980er Jahre.

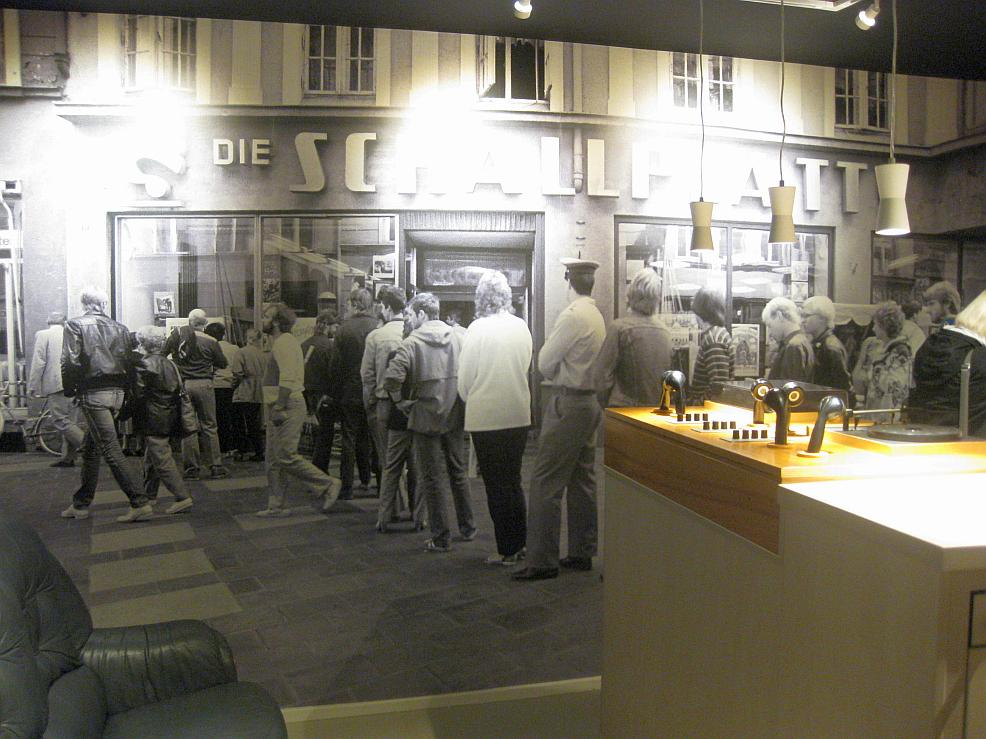
Schlangestehen
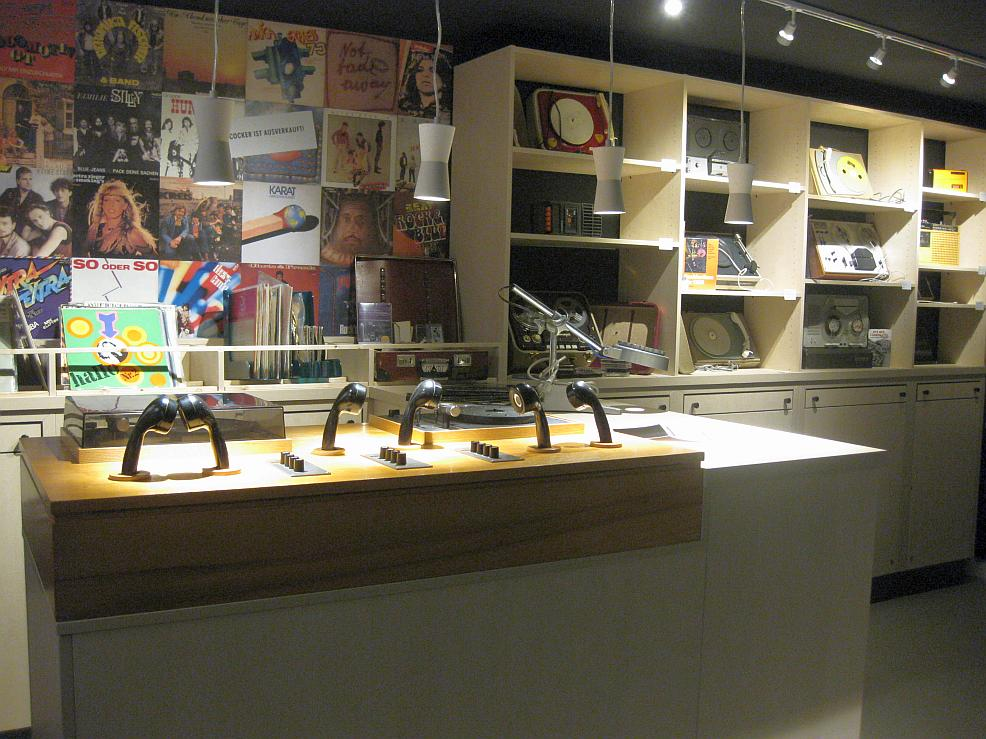
Servicetheke
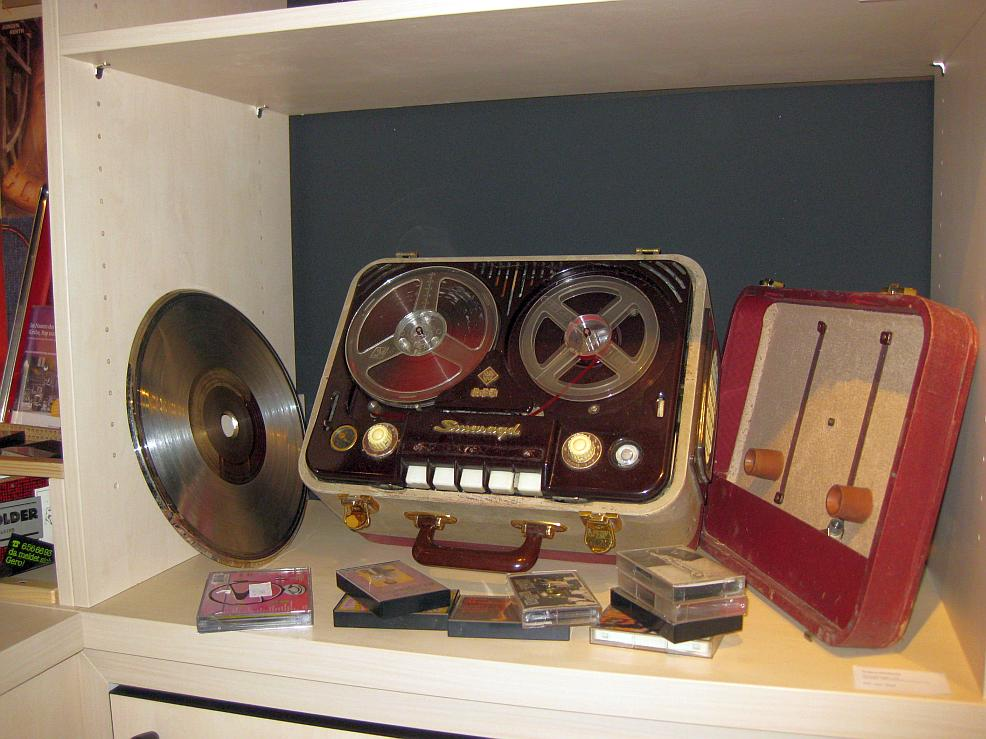
Tonbandgerät Marke Smaragd

Auftrittssituation  und Tonstudio

Im Bereich einer aufgebauten Bühne werden für den Ostrock typisches Instrumentarium und Bühnentechnik vorgestellt sowie Informationen zu Auftrittsbedingungen für Musiker in der DDR gegeben. In einem nachempfundenen Tonstudio wird der Weg der Musik aus dem Studio in den Rundfunk der DDR oder zum Plattenlabel Amiga inklusive der dafür in der DDR verwendeten Aufnahmetechnik aufgezeigt.

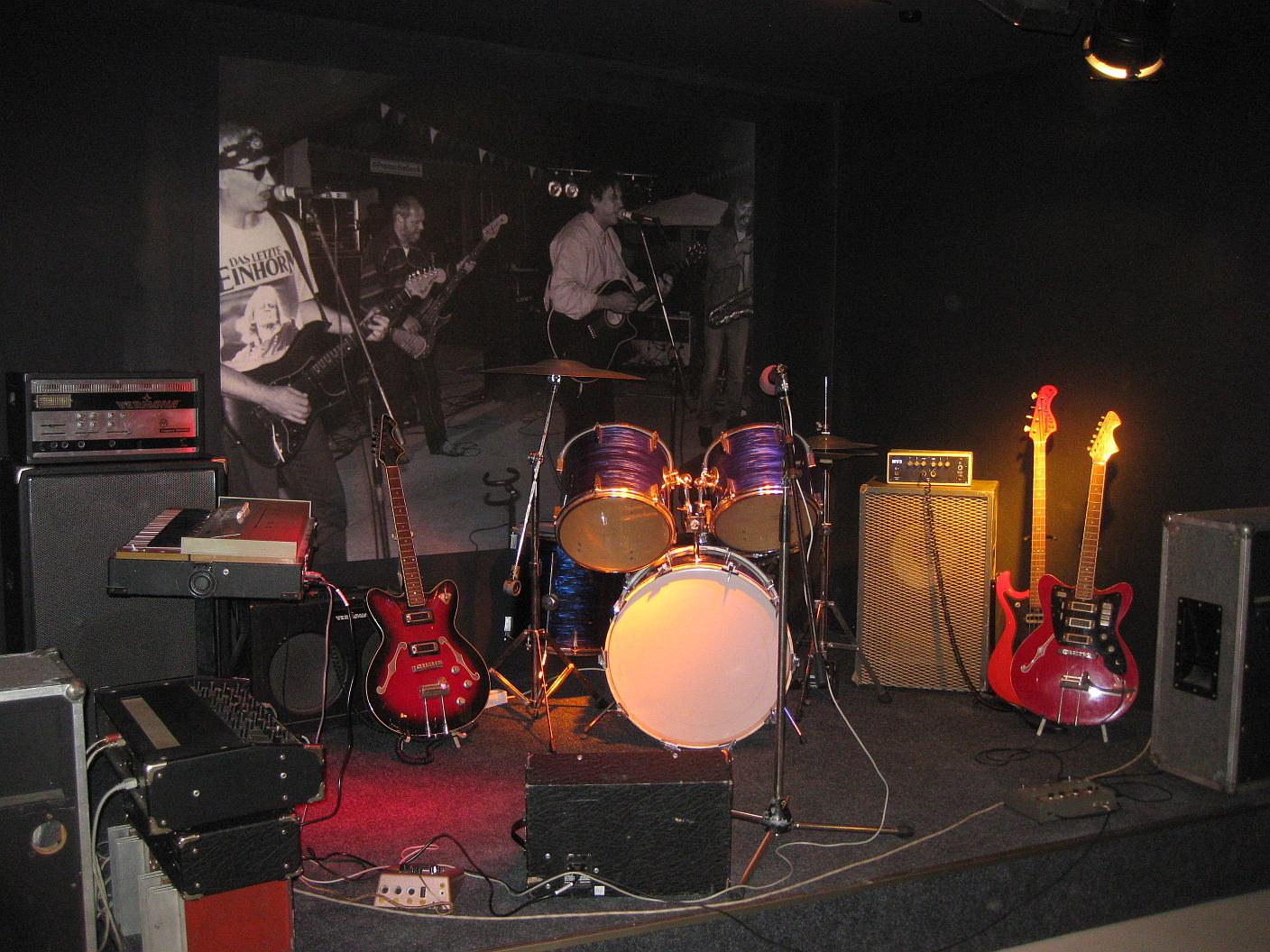
Das Bild im Hintergrund zeigt die Band Renft 1996 beim Dorfrock in Schmadebeck
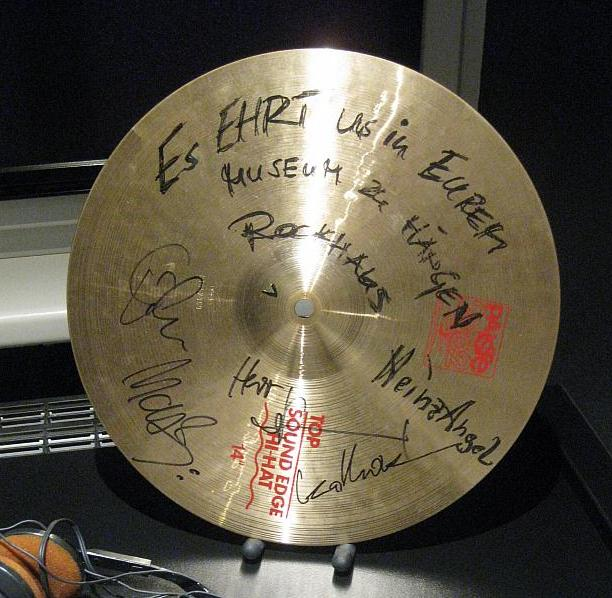
Becken der Band Rockhaus
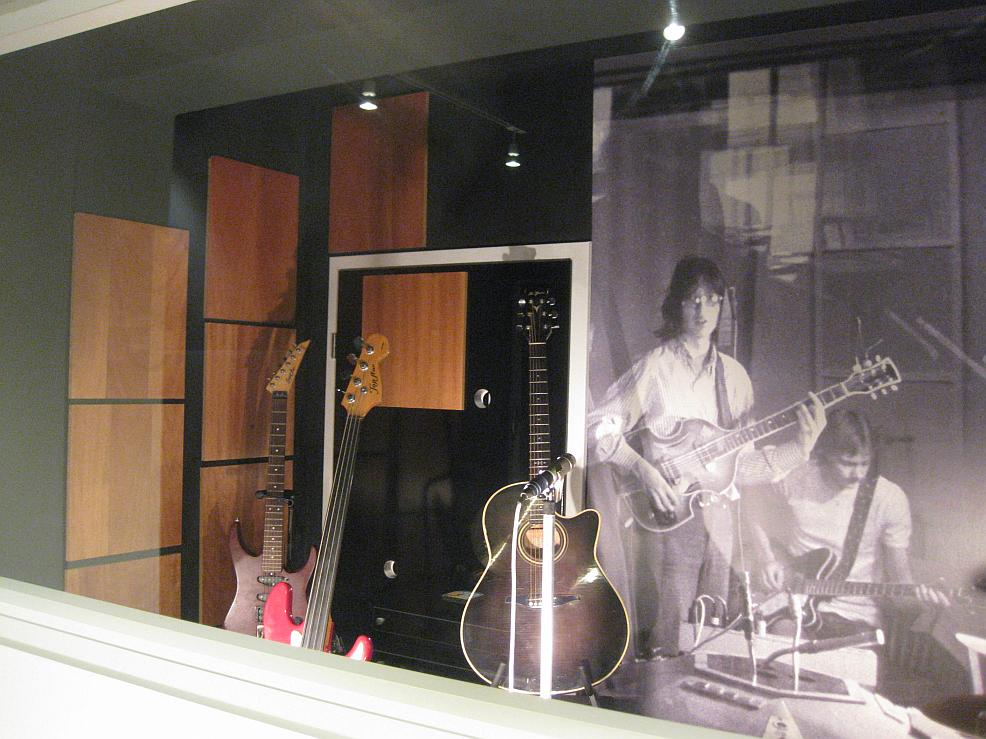
Im Tonstudio mit dem Fender Precision Bass von Klaus Renft und der Akustikgitarre von Thomas Monster Schoppe

Kulturfunktionärsbüro

Die politische Einflussnahme im Bereich der Unterhaltungsmusik durch die von der SED eingesetzten Kulturfunktionäre in der DDR wird thematisiert.

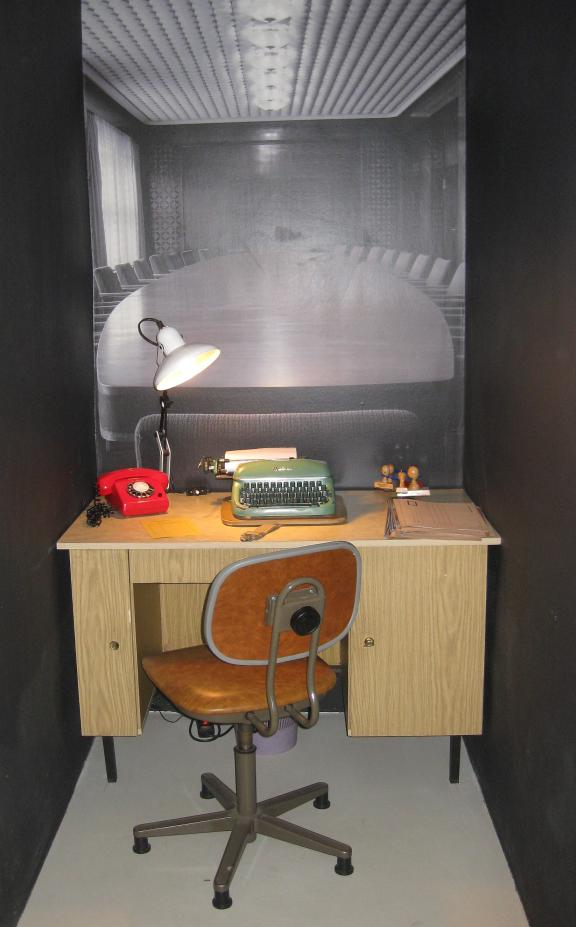
Büro eines Kulturfunktionärs
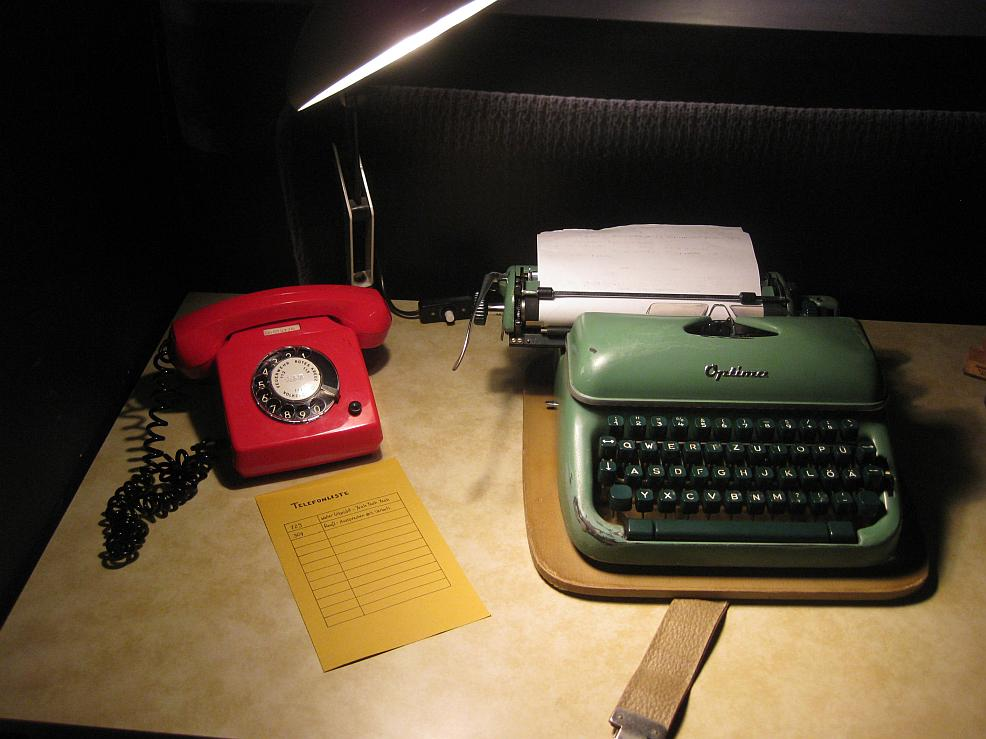
Ein Anruf bei Walter Ulbricht ist möglich

Chronik

Wichtige Ereignisse in Bezug auf die Unterhaltungsmusik von 1945 bis zum Ende der DDR 1990 werden im internationalen Kontext von Politik und Kultur dargestellt.
Dorfrock

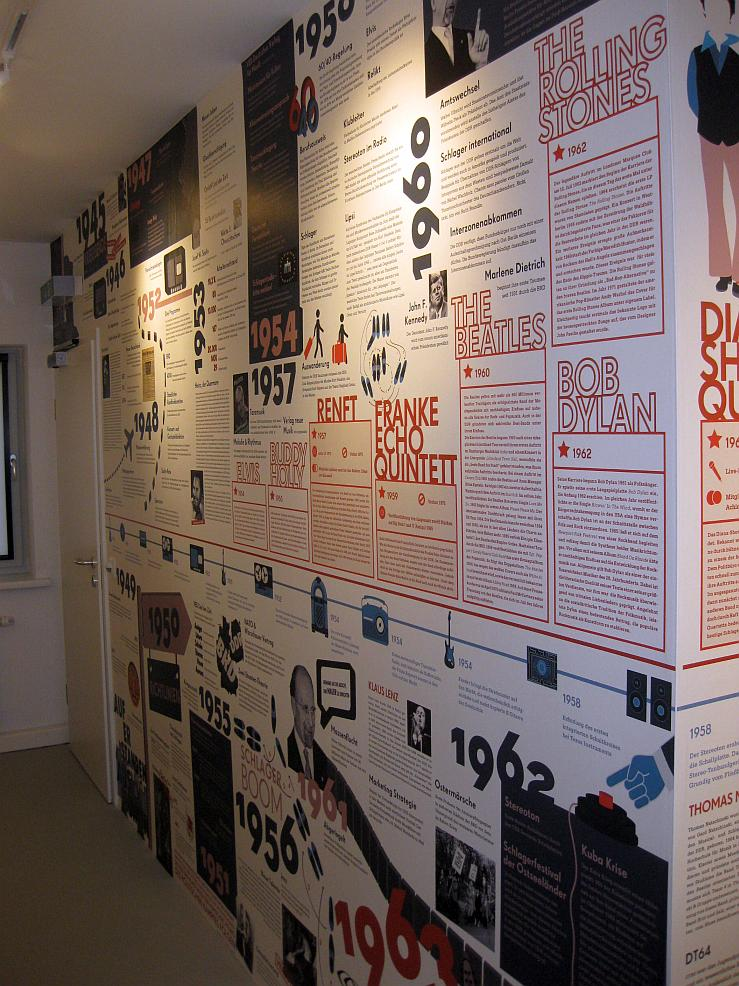
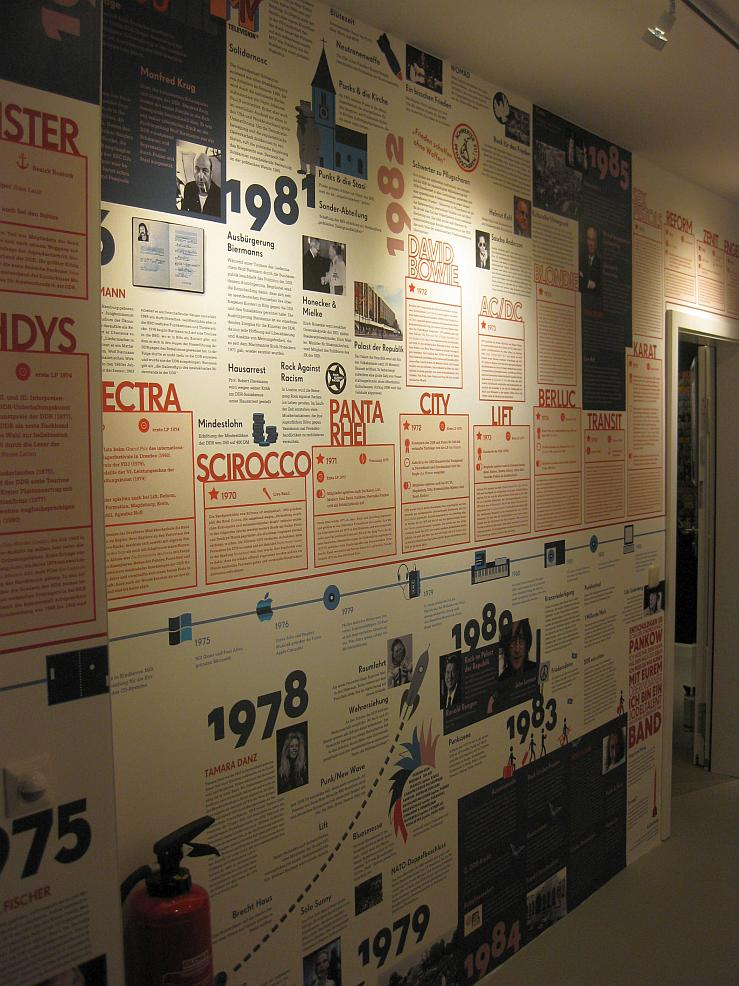
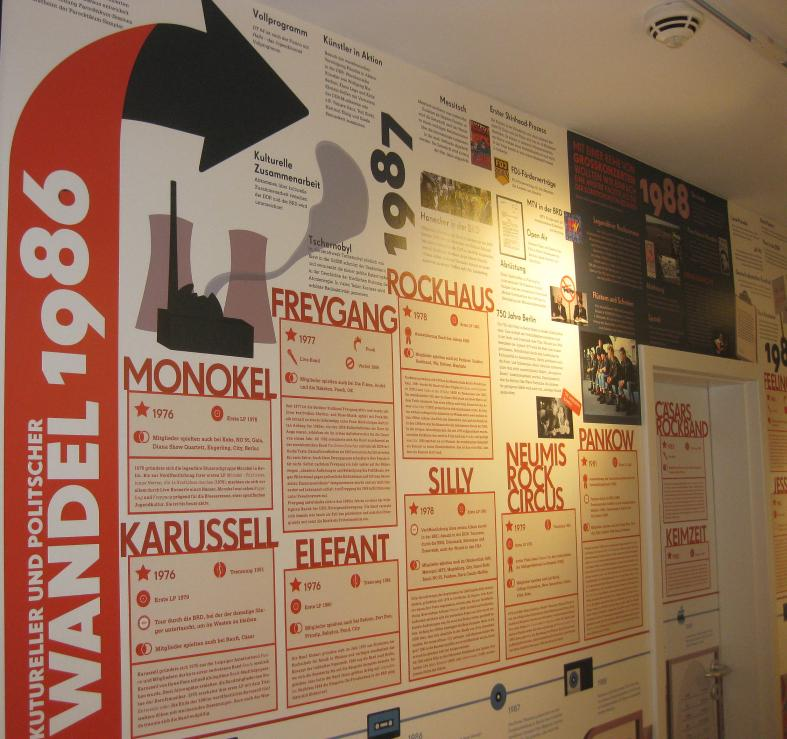

Es wird die Geschichte des seit 1996 veranstalteten Dorfrock in Schmadebeck erzählt, einer kleinen zu Kröpelin gehörenden Gemeinde, die mit diesem jährlich stattfindenden Festival die Tradition des Ostrock pflegt. Neben Utensilien der diversen beim Dorfrock aufgetretenen Bands wird eine multimediale Präsentation aller seit 1996 stattgefundenen Veranstaltungen gezeigt.

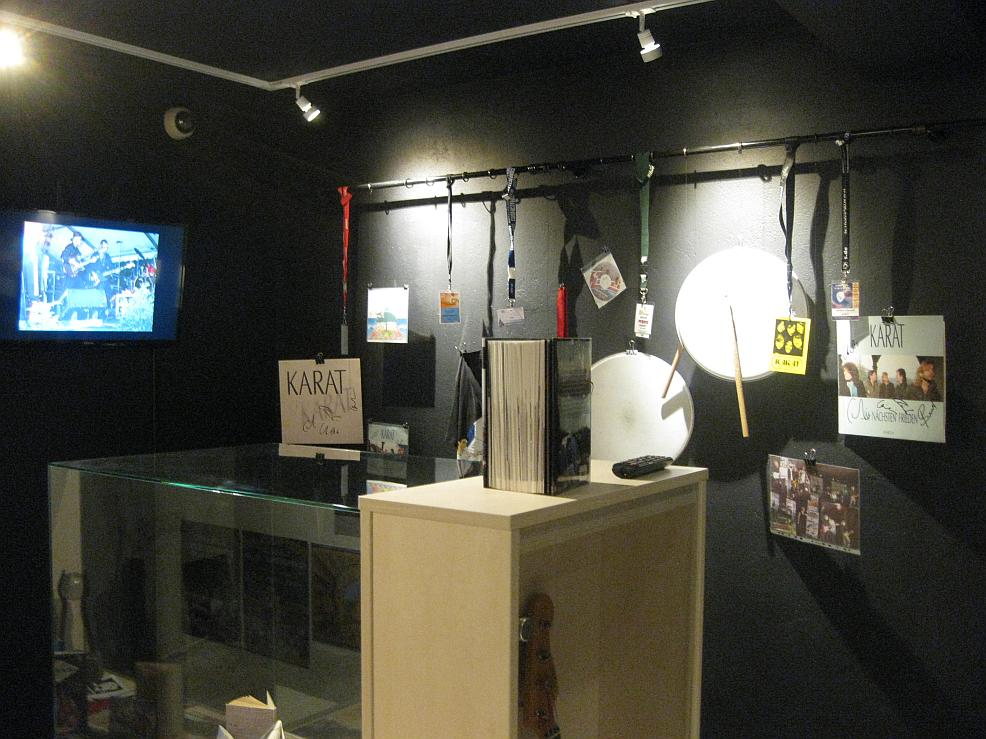
Karat Utensilien und multimediale Präsentation
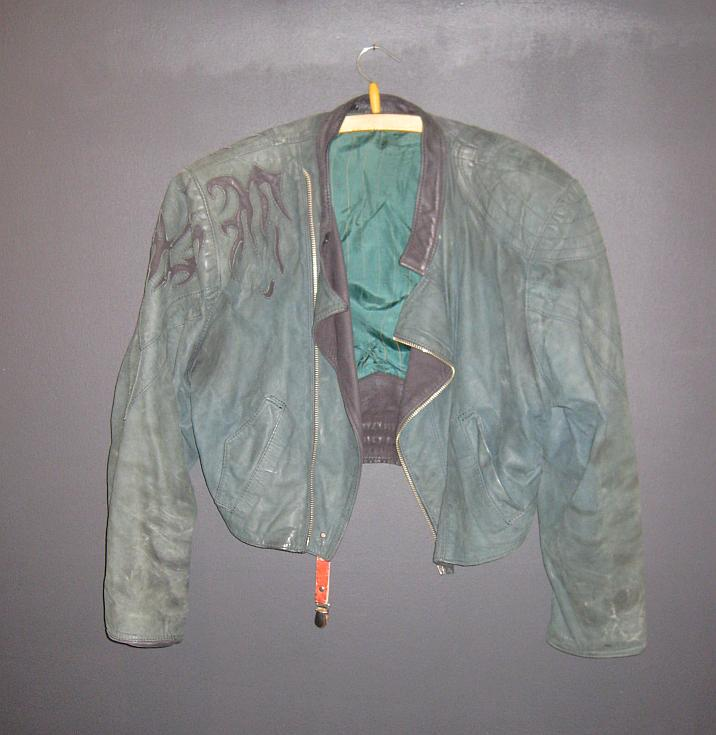
Jacke von Jürgen Ehle
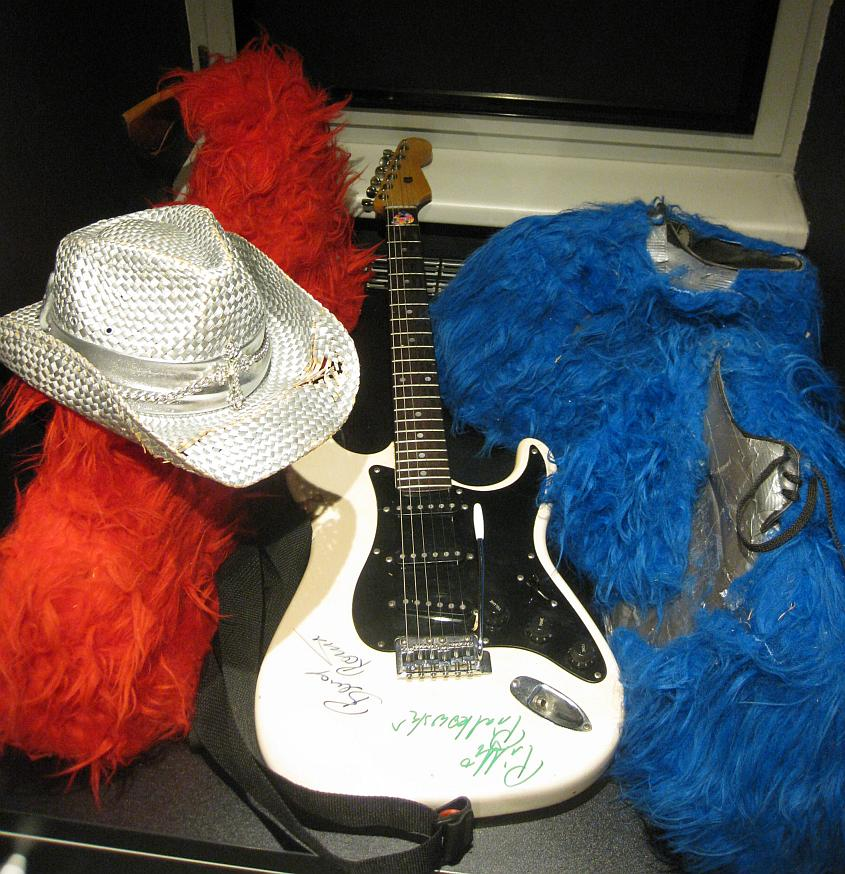
Der Hut von Fritz Puppel, die Fellstiefel von Knorkator und eine von Gisbert Piatkowski und Bernd Römer signierte Gitarre